# Rio Hărmăneşti
O Rio Hărmăneşti é um rio da Romênia, afluente do Siret, localizado no distrito de Iaşi.